# Česká ragbyová reprezentace

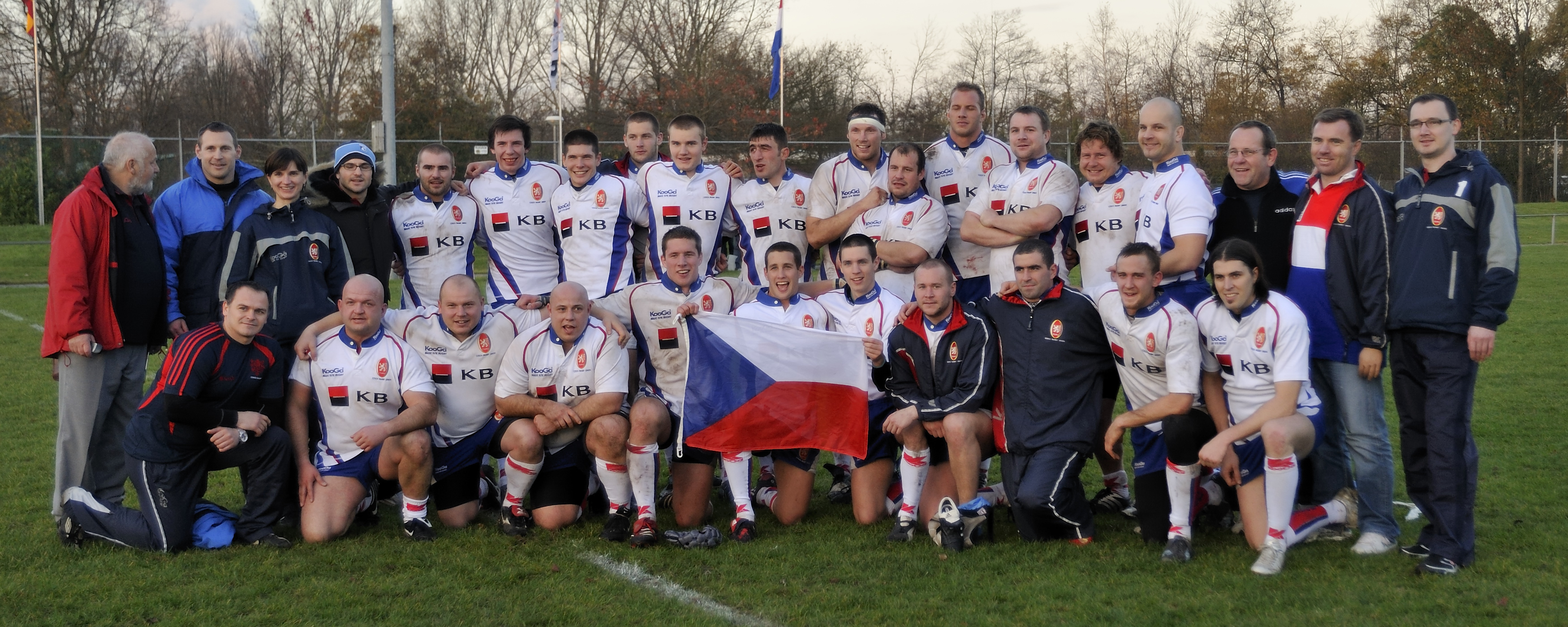
Česká reprezentace v roce 2010

Česká ragbyová reprezentace reprezentuje Česko na turnajích v ragby union. Vznikla v roce 1993 jako nástupce československého národního týmu, po kterém převzala účast v probíhajícím ročníku soutěže FIRA Trophy. Svůj první zápas odehrála 15. května 1993 proti Andoře, přičemž pyrenejský tým vyhrál na svém domácím hřišti 6:3. Po zániku FIRA Trophy a jejím nahrazení mistrovství Evropy v roce 1999 se česká reprezentace účastní této soutěže. Zúčastnila se také několika kvalifikací na mistrovství světa, na šampionát se však nikdy neprobojovala. V říjnu 2023 bylo Česko 35. v žebříčku Mezinárodní ragbyové federace. Na sezonu 2024/25 bude Česká republika hrát třetí nejlepší evropskou reprezentační soutěž Trophy.
Nejvyšší výhrou české reprezentace je skóre 95:5 z přátelského zápasu s Chorvatskem (7. dubna 2002), naopak nejvyšší prohrou 104:8 skončil zápas v kvalifikaci na mistrovství světa 1995 s Itálií ze dne 18. května 1994.
Hlavním trenérem reprezentace je Miroslav Němeček a asistentem Jan Rohlík.

## Mistrovství světa
| Rok  | Dějiště finálového zápasu | Umístění                                 |
| ---- | ------------------------- | ---------------------------------------- |
| 1987 | Nový Zéland               | nezúčastnili se (součást Československa) |
| 1991 | Anglie                    | nezúčastnili se (součást Československa) |
| 1995 | Jižní Afrika              | nepostoupili z kvalifikace               |
| 1999 | Wales                     | nepostoupili z kvalifikace               |
| 2003 | Austrálie                 | nepostoupili z kvalifikace               |
| 2007 | Francie                   | nepostoupili z kvalifikace               |
| 2011 | Nový Zéland               | nepostoupili z kvalifikace               |
| 2015 | Anglie                    | nepostoupili z kvalifikace               |
| 2019 | Japonsko                  | nepostoupili z kvalifikace               |
| 2023 | Francie                   | bez možnosti se kvalifikovat             |
| 2027 | Austrálie                 | bez možnosti se kvalifikovat             |

Evropské kvalifikace na MS 1995 se zúčastnilo 22 týmů. Byly 4 fáze kvalifikace, Česko začalo v 2. fázi. Ze čtyřčlenné skupiny postoupily dál dva týmy. Češi skončili ve své skupině druzí po prohře s Nizozemskem 6:42, výhře 34:7 nad Švédskem a výhře 28:0 nad Izraelem. Společně s Nizozemskem postoupili do 3. fáze, kde se znovu utkali s Nizozemskem a poprvé s Itálií. Ve 3. fázi byly tři tříčlenné skupiny a vítězové těchto skupin se kvalifikovali na MS konané v Jihoafrické republice. V poslední fázi šlo o to, kdo bude brán jako Evropa 1, kdo jako Evropa 2 a kdo jako Evropa 3. Česko ve 3. fázi podlehlo Nizozemsku 9:35 a Itálii 8:104.
Evropské kvalifikace na MS 1999 se zúčastnilo 30 týmů. Byly 3 fáze evropské kvalifikace. V 3. fázi byly tři tříčlenné skupiny. První a druhý tým skupiny se kvalifikoval na MS 1999 a poslední týmy skupiny čekaly mezinárodní zápasy o dodatečný postup na šampionát do Walesu. Česko se vyhnulo 1. fázi. Ve druhé fázi byli Češi v pětičlenné skupině, ze které do další fáze postoupily dva nejlepší týmy. Ve skupině Česko porazilo 45:20 Andorru, podlehlo 17:31 Německu, 8:39 Španělsku a 10:15 Portugalsku. Česko skončilo předposlední a dále postoupilo Španělsko a Portugalsko.
Evropské kvalifikace na MS 2003 se zúčastnilo 32 týmů. Bylo 5 fází. Ve 4. fázi byly dvě tříčlenné skupiny a první s druhým týmem postoupily na MS 2003. Poslední týmy těch skupin se mezi sebou utkaly o místo v mezinárodních zápasech o možnost dodatečného postupu. Česko začalo ve druhé fázi. Z pětičlenné skupiny postoupil do 3. fáze pouze vítěz. Česko porazilo 46:3 Belgii, 32:6 Švýcarsko, 13:5 Chorvatsko, 26:8 Ukrajinu a postoupilo dál. Ve 3. fázi podlehlo 18:37 Rusku a porazilo 54:12 Nizozemsko. Do 4. fáze postoupil vítěz skupiny Rusko.
Evropské kvalifikace na MS 2007 se zúčastnilo 36 týmů. Bylo 6 fází. Česko začalo ve 4. fázi. V dvojzápase podlehlo Španělsku, které postoupilo z 3. fáze kvalifikace. Tím pro Čechy kvalifikační cyklus skončil.
Evropské kvalifikace na MS 2011 se zúčastnilo 31 týmů. Česko se účastnilo divize 2A a v pětičlenné skupině skončilo třetí. Jenom vítěz divize se mohl ještě účastnit kvalifikace.
Evropské kvalifikace na MS 2015 se zúčastnilo 31 týmů. Česko se účastnilo divize 1B a v šestičlenné skupině skončilo poslední. Jenom vítěz divize se mohl ještě účastnit kvalifikace.
Evropské kvalifikace na MS 2019  se zúčastnilo 31 týmů. O vítězství v soutěži Konference 1 se utkalo Česko a Malta. Po vítězství 48:14 nad Maltou Češi porazili 47:19 Maďarsko a čekal je vítěz 3. nejlepší evropské soutěže Trophy Portugalsko, kterému 12:45 podlehli.
Evropské kvalifikace na MS 2023 se Česko nezúčastnilo, protože nebylo v soutěži Rugby Europe Championship v roce 2021 a 2022. 
Evropské kvalifikace na MS 2027 se ČR nezúčastnila, protože nebyla v roce 2025 v soutěži Rugby Europe Championship. 

## Účast v Evropě

### FIRA Trophy 1992-1994
Byli jsme v druhé divizi. V druhé divizi byly dvě pětičlenné skupiny a Česko bylo ve skupině A. Každý tým odehrál osm zápasů. 
| 1. | Polsko          | 22 | 154 | 81  |
| 2. | Nizozemsko      | 18 | 232 | 75  |
| 3. | Česká republika | 16 | 154 | 144 |
| 4. | Andorra         | 12 | 44  | 222 |
| 5. | Švédsko         | 11 | 102 | 164 |

31.10.1992 Polsko - Československo 25:8 
15.11.1992 Československo - Nizozemsko 21:16 
15.5.1993 Andorra - Česko 6:3
6.6.1993 Švédsko - Česko 30:7 
17.10.1993 Česko - Polsko 19:18 
31.10.1993 Nizozemsko - Česko 42:6 
3.11.1993 Česko - Švédsko 34:7 
23.4.1994 Česko - Andorra 56:0  

### FIRA Trophy 1995-1997
Byli jsme ve druhé divizi, která byla rozdělena výkonnostně na dvě části a Česko bylo v té lepší skupině. Česko odehrálo 4 zápasy. 
| 1. | Nizozemsko      | 11 | 107 | 31 |
| 2. | Gruzie          | 10 | 40  | 61 |
| 3. | Německo         | 8  | 52  | 48 |
| 4. | Česká republika | 6  | 62  | 80 |
| 5. | Dánsko          | 4  | 37  | 75 |

23.9.1995 Německo - Česko 28:17 
30.3.1996 Česko - Nizozemsko 3:26 
12.4.1996 Gruzie - Česko 20:3 
27.4.1996 Česko - Dánsko 39:6 

### FIRA turnaj 1996-1997
Byli čtyři rovnocenné skupiny po třech. Česko bylo ve skupině B s Gruzií a Ruskem. Po posledním místě ve skupině Česko hrálo o 9. až 12.místo. 
| 1. | Gruzie | 6 | 47 | 34 |
| 2. | Rusko  | 4 | 57 | 43 |
| 3. | Česko  | 2 | 28 | 55 |

22.9.1996 Česko - Gruzie 14:18                                    
26.10.1996 Rusko - Česko 37:14               
souboj o 9. až 12.místo 19.4.1997 Česko - Nizozemsko 19:18   11.5.1997 Česko - Německo 9:14   

### FIRA turnaj 1998-99
Byli jsme v nejlepší výkonnostní skupině. Neúčastnili se týmy, co ještě bojovaly v kvalifikaci na MS 1999.   
| 1. | Rusko           | 9 | 167 | 39  |
| 2. | Ukrajina        | 7 | 77  | 83  |
| 3. | Česká republika | 4 | 53  | 97  |
| 4. | Polsko          | 4 | 49  | 127 |

26.9.1998 Česko - Ukrajina 22:27 
24.10.1998 Polsko - Česko 18:18 
29.5.1999 Česko - Rusko 13:52                                                                                                                    

### Evropský pohár národů 2000
Česko bylo v 3.divizi. Turnaj hostilo Tunisko a jeho výsledky do evropského soutěže nebyly započítány. Dva nejlepší týmy postoupily do 2.divize.
| 1. | Česko     | 12 | 119 | 73  |
| 2. | Polsko    | 10 | 112 | 69  |
| 3. | Švýcarsko | 6  | 47  | 60  |
| 4. | Lotyšsko  | 6  | 72  | 91  |
| 5. | Belgie    | 6  | 65  | 122 |

16.10.1999 Švýcarsko - Česko 18:22 
1.4.2000 Tunisko - Česko 33:3
15.4.2000 Česko - Belgie 28:23 
7.5.2000 Lotyšsko - Česko 19:30 
20.5.2000 Česko - Polsko 39:13 

### Evropský pohár národů 2000-01
Česká republika byla v 2.divizi. Po nesestupové Six Nations byla 1.divize Evropského poháru národů 2.nejkvalitnější evropská soutěž. 
| 1. | Polsko     | 13 | 105 | 53  |
| 2. | Ukrajina   | 13 | 65  | 61  |
| 3. | Německo    | 10 | 90  | 86  |
| 4. | Chorvatsko | 10 | 70  | 77  |
| 5. | Česko      | 9  | 132 | 109 |
| 6. | Dánsko     | 5  | 53  | 129 |

14.10.2000 Česko - Ukrajina 35:3 
4.11.2000 Polsko - Česko 34:16 
8.4.2001 Německo - Česko 30:17
28.4.2001 Chorvatsko - Česko 32:22
19.5.2001 Česko - Dánsko 42:10 

### Evropský pohár národů 2003-04
Česká republika byla v 1.divizi.  
| 1. | Portugalsko     | 28 | 245 | 180 |
| 2. | Rumunsko        | 26 | 320 | 123 |
| 3. | Gruzie          | 21 | 193 | 148 |
| 4. | Rusko           | 15 | 198 | 175 |
| 5. | Česká republika | 15 | 139 | 263 |
| 6. | Španělsko       | 11 | 129 | 335 |

8.3.2003 Portugalsko - Česko 43:10
22.3.2003 Česko - Gruzie 15:30  
30.3.2003 Španělsko - Česko 38:40 
14.6.2003 Česko - Rusko 27:13
22.6.2003 Česko - Rumunsko 5:42 
14.2.2004 Rumunsko - Česko 55:11 
6.3.2004 Česko - Portugalsko 8:13
20.3.1994 Gruzie - Česko 23:7 
27.3.1994 Česko - Španělsko 16:6 
(Zápas Ruska proti České republice se neodehrál kvůli sněhu.)  

### Evropský pohár národů 2004-06
Česká republika byla v 1.divizi. 
| 1. | Rumunsko        | 26 | 389 | 94  |
| 2. | Gruzie          | 26 | 353 | 125 |
| 3. | Portugalsko     | 23 | 193 | 183 |
| 4. | Rusko           | 19 | 290 | 202 |
| 5. | Česká republika | 16 | 164 | 306 |
| 6. | Ukrajina        | 10 | 77  | 556 |

27.11.2004 Česko - Rumunsko 13:38
26.2.2005 Portugalsko - Česko 19:13
12.3.2005 Česko - Ukrajina 42:15
19.3.2005 Česko- Rusko 11:7
12.6.2005 Gruzie - Česko 75:10
5.11.2005 Ukrajina - Česko 8:47 
12.11.2005 Rusko - Česko 52:12
11.3.2006 Rumunsko - Česko 50:3
20.5.2006 Česko - Portugalsko 10:18
10.6.2006 Česko - Gruzie 3.24 

### Evropský pohár národů 2007-08
Česká republika byla v 1.divizi. Jako nejhorší tým sestoupilo Česko do 2.divize Evropského poháru národů.
| 1. | Gruzie          | 28 | 292 | 114 |
| 2. | Rusko           | 26 | 312 | 147 |
| 3. | Rumunsko        | 22 | 277 | 144 |
| 4. | Španělsko       | 18 | 233 | 240 |
| 5. | Portugalsko     | 16 | 174 | 196 |
| 6. | Česká republika | 10 | 59  | 506 |

17.3.2007 Česko - Rumunsko 13:46
7.4.2007 Gruzie - Česko 98:3
21.4.2007 Rusko - Česko 62:6
5.5.2007 Česko - Španělsko 15:42
19.5.2007 Česko - Portugalsko 3:23
3.11.2007 Španělsko - Česko 46:0
16.2.2008 Portugalsko - Česko 42:6
22.3.2008 Rumunsko - Česko 76:7
29.3.2008 Česko - Gruzie 3:22
19.4.2008 Česko - Rusko 3:49 

### Evropský pohár národů 2008-2010
Česká republika byla v 2.divizi. V této divizi byly dvě výkonnostní skupiny a Česko bylo v lepší soutěži.
| 1. | Ukrajina        | 18 | 140 | 109 |
| 2. | Belgie          | 17 | 108 | 97  |
| 3. | Česká republika | 15 | 135 | 142 |
| 4. | Polsko          | 13 | 94  | 118 |
| 5. | Moldavsko       | 13 | 133 | 144 |

15.11.2008 Česko - Polsko 7:13
22.11.2008 Česko - Moldavsko 11:9
14.3.2009 Belgie - Česko 15:15
21.3.2009 Ukrajina - Česko 20:10
25.10.2009 Polsko - Česko 5:19
14.11.2009 Moldavsko - Česko 45:30
3.4.2010 Česko - Belgie 16:19
10.4.2010 Česko - Ukrajina 27:16
(Zápas mezi Polskem a Moldavskem se neodehrál kvůli smrti polského prezidenta a oba týmy odehrály místo osmi zápasů sedm.)

### Evropský pohár národů 2010-12
Česká republika byla v 1.divizi. Byly dvě kategorie a Česko hrálo v divizi 1B. 
| 1. | Belgie          | 39 | 303 | 149 |
| 2. | Polsko          | 31 | 238 | 189 |
| 3. | Moldavsko       | 26 | 194 | 211 |
| 4. | Německo         | 22 | 229 | 212 |
| 5. | Česká republika | 20 | 160 | 217 |
| 6. | Nizozemsko      | 6  | 153 | 299 |

9.10.2010 Česko - Polsko 20:15
13.11.2010 Česko - Belgie 12:24
20.11.2010 Nizozemsko - Česko 13:25
12.3.2011 Německo - Česko 23:29
19.3.2011 Moldavsko - Česko 24:16
15.10.2011 Polsko - Česko 20:13
5.11.2011 Belgie - Česko 55:0
19.11.2011 Česko - Nizozemsko 22:10
26.11.2011 Česko - Moldavsko 6:13
10.3.2012 Česko - Německo 17:20

### Evropský pohár národů 2012-14
Česká republika byla v 1.divizi. Byly dvě kategorie a Česko hrálo v divizi 1B. Jako nejhorší tým Česko sestoupilo do divize 2A. 
| 1. | Německo         | 39 | 398 | 180 |
| 2. | Moldavsko       | 34 | 267 | 228 |
| 3. | Ukrajina        | 24 | 227 | 227 |
| 4. | Polsko          | 22 | 208 | 183 |
| 5. | Švédsko         | 14 | 193 | 307 |
| 6. | Česká republika | 11 | 142 | 310 |

6.10.2012 Česko - Polsko 3:29
10.11.2012 Česko - Švédsko 18:22
17.11.2012 Ukrajina - Česko 42:15 
9.3.2013 Česko - Německo 8:27
16.3.2013 Moldavsko - Česko 37:12
12.10.2013 Polsko - Česko 30:10
19.10.2013 Švédsko - Česko 11:17
16.11.2013 Česko - Ukrajina 10:17
5.4.2014 Německo - Česko 76:12
26.4.2015 Česko - Moldavsko 37:19 

### Evropský pohár národů 2014-16
Česká republika soutěžila v divizi 2A.
| 1. | Švýcarsko       | 33 | 223 | 120 |
| 2. | Česká republika | 32 | 192 | 119 |
| 3. | Chorvatsko      | 17 | 166 | 217 |
| 4. | Malta           | 16 | 153 | 181 |
| 5. | Izrael          | 4  | 129 | 226 |

1.11.2014 Švýcarsko - Česko 14:27
8.11.2014 Česko - Malta 27:13
11.4.2015 Chorvatsko - Česko 9:12
25.4.2015 Česko - Izrael 26:26
24.10.2015 Česko - Švýcarsko 14:20
21.11.2015 Malta - Česko 13:20
2.4.2016 Izrael - Česko 19:40
9.4.2016 Česko - Chorvatsko 26:5

### Konference 1 2016-17
Česko hrálo ve 4.nejvýkonnostnější evropské soutěži. V Konferenci 1 byly dvě pětičlenné skupiny. Vítězové skupin se utkali o místo v 3.nejlepší soutěži Trophy na sezonu 2017-18.
| 1. | Česká republika | 20 | 158 | 26  |
| 2. | Litva           | 14 | 93  | 45  |
| 3. | Lotyšsko        | 9  | 56  | 98  |
| 4. | Švédsko         | 6  | 54  | 124 |
| 5. | Lucembursko     | 1  | 39  | 107 |

3.9.2019 Švédsko - Česko 14:56
12.11.2016 Česko - Litva 15:6
15.4.2017 Česko - Lotyšsko 54:3
6.5.2017 Lucembursko - Česko 3:33 
zápas o postupu do Trophy 20.5.2017 Česko - Malta 48:14 

### Trophy 2017-18
Česká republika soutěžila v 3.nejlepší evropské soutěži.
| 1. | Portugalsko     | 23 | 168 | 76  |
| 2. | Nizozemsko      | 19 | 199 | 110 |
| 3. | Česká republika | 13 | 93  | 120 |
| 4. | Švýcarsko       | 11 | 109 | 122 |
| 5. | Polsko          | 7  | 106 | 147 |
| 6. | Moldavsko       | 1  | 58  | 158 |

28.10.2017 Česko - Polsko 19:14
18.11.2017 Portugalsko - Česko 45:12
10.3.2018 Česko - Švýcarsko 17:13
17.3.2018 Nizozemsko - Česko 27:10
21.4.2018 Česko - Moldavsko 35:21 

### Trophy 2018-19
Česká republika soutěžila v 3.nejlepší evropské soutěži. Jako nejhorší tým soutěže sestoupila do Konference 1. 
| 1. | Portugalsko     | 25 | 272 | 31  |
| 2. | Nizozemsko      | 18 | 164 | 58  |
| 3. | Švýcarsko       | 12 | 108 | 138 |
| 4. | Polsko          | 10 | 104 | 164 |
| 5. | Litva           | 5  | 63  | 175 |
| 6. | Česká republika | 1  | 59  | 205 |

29.9.2018 Česko - Polsko 22:41
13.10.2018 Litva - Česko 30:10
17.11.2018 Švýcarsko - Česko 17:5
16.3.2019 Česko - Nizozemsko 22:24
23.3.2019 Portugalsko - Česko 93:0

### Konference 1 2019-20
Česká republika byla součástí 4.nejlepší evropské soutěže. Po pěti zápasech s deseti plánovaných skupinových zápasů se soutěž zrušila kvůli koronaviru. Zápas vítězů skupin Konference 1 byl také zrušen a Česko nemělo možnost se na příští sezonu kvalifikovat do Trophy. 
| 1. | Česká republika | 10 | 100 | 7  |
| 2. | Maďarsko        | 5  | 38  | 77 |
| 3. | Lucembursko     | 4  | 20  | 36 |
| 4. | Švédsko         | 4  | 26  | 35 |
| 5. | Lotyšsko        | 1  | 35  | 64 |

21.9.2019 Česko - Maďarsko 64:0
19.10.2019 Lucembursko - Česko 7:36 

### Konference 1 2021-22
Česká republika byla součástí 4.nejlepší evropské soutěže. 
| 1. | Švédsko         | 19 | 154 | 73  |
| 2. | Česká republika | 15 | 142 | 70  |
| 3. | Lotyšsko        | 5  | 67  | 109 |
| 4. | Lucembursko     | 4  | 56  | 128 |
| 5. | Maďarsko        | 2  | 61  | 90  |

6.11.2021 Česko - Maďarsko 31:13
27.11.2021 Lucembursko - Česko 12:39
7.5.2022 Česko - Lotyšsko 54:17
14.5.2022 Švédsko - Česko 28:18 
(Zápas mezi Maďarskem a Lotyšskem se neodehrál.)

### Konference 1 2022-23
Česká republika byla součástí 4.nejlepší evropské soutěži. Kvůli nedostatku financí se z 10 zápasů ve skupinách odehrály jenom 4 zápasy. Zbylé duely byly kontumovány ve prospěch domácích týmů. Česko jako vítěz své skupiny se utkalo proti vítězi jižní skupiny Izrael o místo v soutěži Trophy. 
| 1. | Česká republika | 21 | 151 | 41  |
| 2. | Lucembursko     | 10 | 56  | 56  |
| 3. | Moldavsko       | 10 | 69  | 67  |
| 4. | Lotyšsko        | 9  | 57  | 92  |
| 5. | Maďarsko        | 1  | 42  | 119 |

8.10.2022 Maďarsko - Česko 21:41
12.11.2022 Česko - Moldavsko 39:13
22.4.2023 Česko - Lucembursko 28:0 kontumačně 
29.4.2023 Lotyšsko - Česko 7:43 
souboj o vítězství Konference 1 27.5.2023 Česko - Izrael 64:19

### Trophy 2023-24
Česká republika byla součástí 3.nejlepší evropské soutěže. 
| 1. | Švýcarsko  | 22 | 198 | 64  |
| 2. | Švédsko    | 18 | 145 | 112 |
| 3. | Česko      | 14 | 192 | 153 |
| 4. | Chorvatsko | 11 | 130 | 132 |
| 5. | Litva      | 4  | 103 | 143 |
| 6. | Ukrajina   | 0  | 61  | 225 |

28.10.2023 Švédsko - Česko 48:37 
4.11.2023 Česko - Chorvatsko 48:22 
25.11.2023 Česko - Litva 34:24 
9.3.2024 Česko - Švýcarsko 25:41
23.3.2024 Ukrajina - Česko 18:48 (hráno v Havířově)

### Trophy 2024-25
Česká republika byla součástí 3. nejlepší evropské soutěže. 
| 1. | Polsko      | 22 | 182 | 90  |
| 2. | Švédsko     | 18 | 192 | 113 |
| 3. | Česko       | 16 | 164 | 89  |
| 4. | Chorvatsko  | 6  | 147 | 203 |
| 5. | Litva       | 5  | 105 | 182 |
| 6. | Lucembursko | 2  | 95  | 208 |

26. 10. 2024 Švédsko - Česko 22:16
9. 11. 2024 Česko - Chorvatsko 49:26 
23. 11. 2024 Česko - Polsko 15:22
8. 3. 2025 Česko - Lucembursko 40:16
29. 3. 2025 Litva - Česko 3:44

## Hlavní trenéři
- 1993 - 1995 Bruno Kudrna
- 1995 - 1997 Karel Berka
- 1997 - 1999 Bruno Kudrna
- 1999 - 2001 Václav Horáček
- 2001 - 2003 Jiří Šťastný
- 2003 Petr Michovský
- 2003 - 2004 Michel Bernardin (FRA)
- 2004 - 2005 Christian Galonier (FRA)
- 2005 - 2006 Josef Fatka
- 2007 Levan Mgeladze (GRU)
- 2007 - 2013 Martin Kafka,[7] (2008 - 2009 asistent)
- 2008 - 2009 Christian Gajan (FRA)
- 2014 - 2017 Tomasz Putra.[8] (POL)
- 2017 - 2018 Phil Pretorius (JAR)
- 2018 - 2019 Daniel Beneš
- 2019 - ???? Miroslav Němeček